# Hadrurochactas mapuera
Espèce
Synonymes
- Broteochactas mapuera Lourenço, 1988

Hadrurochactas mapuera est une espèce de scorpions de la famille des Chactidae.

## Distribution
Cette espèce est endémique du Pará au Brésil. Elle se rencontre vers le Rio Mapuera.

## Description
Le mâle holotype mesure 20,4 mm et la femelle paratype 18,5 mm.

## Systématique et taxinomie
Cette espèce a été décrite sous le protonyme Broteochactas mapuera par Lourenço en 1988. Elle est placée dans le genre Hadrurochactas par Soleglad et Fet en 2003.

## Étymologie
Son nom d'espèce lui a été donné en référence au lieu de sa découverte, le Rio Mapuera.

## Publication originale
- Lourenço, 1988 : Première évidence de la présence d'une faune scorpionique amazonienne relictuelle dans le Brejos de la Caatinga du Nord-Est du Brésil. Comptes-rendus du Xe Colloque Européen d'Arachnologie Bulletin de la Société Scientifique de Bretagne, Rennes, vol. 59, H.S. 1, p. 147-154 (texte intégral).